# Ariwa

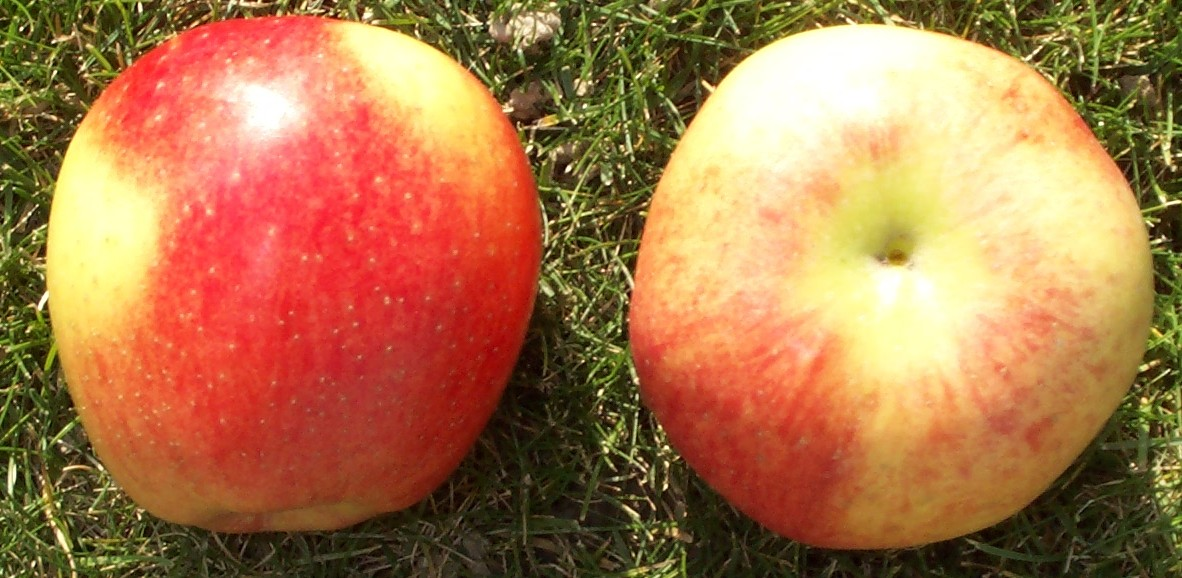
Ariwa

Ariwa is een diploïd appelras van het FAW Eidgenössische Forschunganstallt für Obst-Wein-en Gartenbau te Wädenswil in Zwitserland. Het is een kruising uit 1986 van een Golden Delicious met het naamloze veredelde ras A 849-5.
Ariwa werd al na 10 jaar als soort aangemeld en kreeg op 10 mei 1999 Europees kwekersrecht. Ariwa is een stevige appel, vol sap, met een zoete smaak en uitgewogen frisheid (zuur). De kleur is oranje-rood gemarmerd tot gestreept. De appel is resistent tegen schurft, echte meeldauw (Podosphaera leucotricha) en kanker en kan commercieel met weinig chemische bestrijdingsmiddelen worden geproduceerd.
De appel kan goed worden bewaard en is ongeveer begin oktober plukrijp. De boom geeft een hoge en regelmatige opbrengst.